# アンソニー・バージェス
アンソニー・バージェス（Anthony Burgess, 1917年2月25日 - 1993年11月22日）は、イギリスの小説家、評論家、作曲家。翻訳出版物ではアントニイ・バージェスと表記される。
詩人、脚本家、ジャーナリスト、エッセイ、旅行記、翻訳なども携わり、東南アジア、アメリカ合衆国、中央ヨーロッパなど様々な場所に暮らし、著作活動を行った。

## 生い立ち
ジョン・バージェス・ウィルソン (John Burgess Wilson) は、マンチェスターのハーパーヘイに、カトリックの父親とプロテスタントの母親の間に生まれる。幼少時はジャックと呼ばれ、堅信式の後にアンソニーと名付けられてアンソニー・バージェス・ウィルソンとなる。1956年からペンネーム「アンソニー・バージェス」を使い始める。
アンソニーが1歳の時、母エリザベス・バージェス・ウィルソンは、スペイン風邪（1918年から1920年にかけ世界各地で流行した）で死去した。妹のマリエルも同じくスペイン風邪により亡くなった。母エリザベスは地元の女優およびダンサーであり、マンチェスターの音楽ホールのステージを踏んでいた。彼女の芸名はバージェスによると「ザ・ビューティフル・ベレ・バージェス」であったという。
父ジョセフ・ウィルソンは1938年に死去した。バージェスは父を「アウグスチヌス主義のカトリック教徒」と評した。父はブックメーカー、無声映画の伴奏ピアニスト、百科事典のセールスマン、肉屋、タバコ屋と様々な職を手につけたが、それなりに裕福ではあった。ジョセフは妻の死後、パブの女主人と再婚したが、バージェスは「ほとんど酔っぱらって不在であり、自分のことを“とうちゃん”と称した」と書いている。
バージェスは母方の叔母によって育てられ、父親の再婚後は継母に育てられた。なお居住した家は叔母が経営したタバコ・酒類販売店の上にあった。
1993年11月22日に、肺がんによりロンドンで死去。76歳没。

## 主な作品

### 小説
- 『アントニイ・バージェス選集』全8巻、早川書房、1978‐79年。3巻目が欠本
- A Clockwork Orange　
  - 『時計じかけのオレンジ』ハヤカワepi文庫、改版2008年、「選集2」
- The Wanting Seed　
  - 『見込みない種子』早川書房「ハヤカワ・ノヴェルズ」、1973年、のち「選集1」
- Inside Mr. Enderby　『エンダビー氏の内側』 「選集7」
- The Eve of St. Venus　『聖ヴィーナスの夕べ』 「選集5」
- Nothing Like the Sun　『その瞳は太陽に似ず』 「選集4」
- Tremor of Intent　『戦慄』 「選集6」
- M/F　『MF』 「選集8」
- Napoleon Symphony　『ナポレオン交響曲』 「選集9」
- A Long Trip to Tea Time　
  - 『どこまで行けばお茶の時間』サンリオSF文庫、1981年
- Beard's Roman Women　
  - 『ビアドのローマの女たち』サンリオSF文庫、1980年
- Abba Abba　
  - 『アバ、アバ』サンリオSF文庫、1980年
- 1985　
  - 『1985年』サンリオ、1979年、サンリオ文庫、1984年

### 絵本
- The Land Where the Ice Cream Grows　絵ファルビオ・テスター
  - 『アイスクリームの国』長田弘訳、みすず書房「詩人が贈る絵本」、2000年

### その他
- The Novel Now　
  - 『現代小説とは何か』前川祐一訳、竹内書店、1970年
- Shakespear　
  - 『シェイクスピア』小津次郎・金子雄司訳、早川書房、1983年
- New York　
  - 『ニューヨーク　ライフ世界の大都市』沢田繁春ほか訳、タイムライフブックス、1978年
- Ernest Hemingway and His World　
  - 『図説 ヘミングウェイの世界』石一郎訳、学習研究社、1979年
- They Wrote in English　  
  - J・B・ウィルソン『イギリス文学史』福田陸太郎・繁尾久訳、ダヴィッド社、1959年、新版1987年ほか
  - 『バージェスの文学史』西村徹・岡照雄・蜂谷昭雄訳、人文書院、1982年

### 映画
- 時計じかけのオレンジ（1971年） スタンリー・キューブリック監督作品（原作）
- ナザレのイエス（1977年） フランコ・ゼフィレッリ監督作品（共同脚本） - テレビ映画